# IPE KW1 Quero-Quero
O KW1 Quero-Quero é um planador fabricado no Brasil entre 1975 e 1986. O seu protótipo foi projetado e construído por Kuno Widmaier, e produzido em série pela IPE Aeronaves. O Quero-Quero é um planador de assento único, construído em madeira (freijó e compensado), com trem de pouso tandem e fixo.

## Desenvolvimento
O KW1a foi projetado pelo engenheiro Kuno Widmaier em Novo Hamburgo, Rio Grande do Sul, tendo voado pela primeira vez em 18 de Dezembro de 1969. Na época o DAC procurava por um projeto de planador para re-equipar os aeroclubes, e os resultados de Widmaier fizeram o seu desenho ser selecionado.
 

Após a seleção, a IPE Aeronaves iniciou o processo de adaptações visando a certificação e produção seriada: O cockpit foi aumentado, o nariz redesenhado, e o leme aumentado. O certificado de tipo foi outorgado em dezembro de 1976, o projeto foi adquirido pelo Comando da Aeronáutica, com a IPE sendo contratada para a fabricação. 156 unidades foram construídas e distribuídas a diversos aeroclubes brasileiros e para a Força Aérea Brasileira. Muitos recordes foram estabelecidos no tipo , que é comumente utilizado como primeiro planador monoplace no curso de piloto de planador. Em 2017 ainda consta como o planador mais numeroso no Brasil.

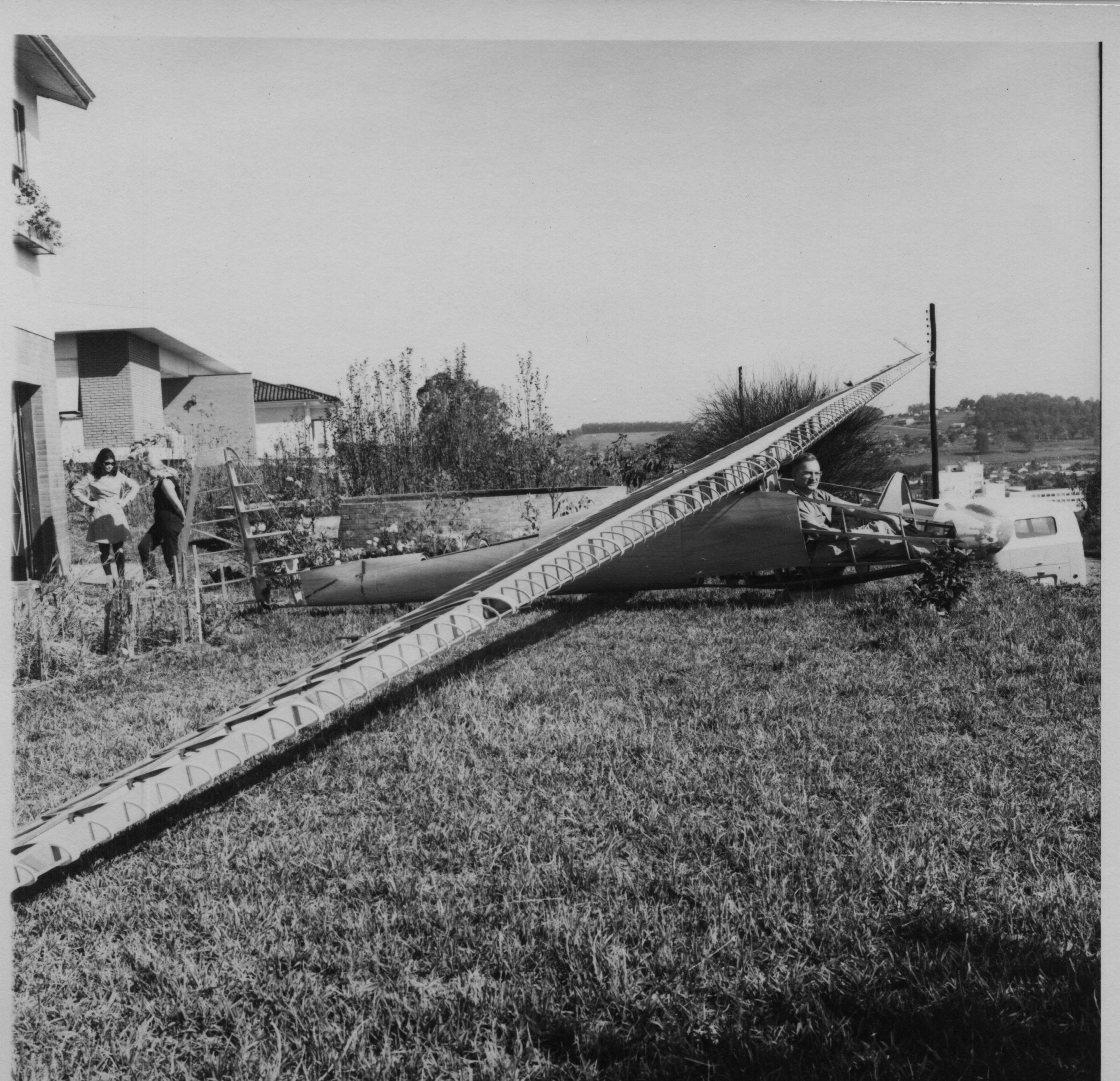
Protótipo em construção do Kw-1a em Novo Hamburgo.

## Construção
O planador possui configuração de asa alta, com empenagem convencional, trem de pouso tandem, fixo e com bequilha não comandável. A fuselagem é de construção semi-monocoque, inteiramente de madeira, e as asas são construídas com longarina de freijó (Cordia goeldiana), e caixão de torsão de contraplacado aeronáutico.
As asas são divididas em 3 partes: Uma seção central de união com a fuselagem, e duas seções localizadas próximo à metade de cada semi-asa. Após o caixão de torsão a asa é coberta com tela. A empenagem horizontal e vertical são de madeira revestida com tela.

## Variantes
- Quero Quero II: Desenvolvido pela IPE, com empenagens vertical e horizontal modificadas, e trem retrátil. Ao menos uma unidade construída.

- Quero Quero GB: Desenvolvido pelo Eng. Francisco Leme Galvao e construído pela IPE,[9]  possuía nariz diferente, winglets, perfil laminar e trem retrátil. Duas unidades construídas com matrículas PP-ZUM e PP-ZUN.[10]

- Falcon: Em 1978, Wolfi Gabler e seu pai Ebehard Gabler, desenvolveram a partir de uma fuselagem de Kw-1 uma versão modificada com winglets, novo cockpit, e perfil de asa diferente a construção deu-se na sala da casa da família, consumindo 5600 horas. O primeiro voo ocorreu em 15 de outubro de 1978, voado por Wolfi Gabler em Palmeira das Missões, Rio Grande do Sul, Brasil. A variante foi muito bem-sucedida em competições tendo ganhando 3 Campeonatos Brasileiros. Uma única unidade foi construída.

- Super Quero Quero: Desenvolvido de forma independente por particulares, com um novo cockpit, planta de asa, empenagem vertical, e trem fixo. Ao menos uma unidade construída.

## Especificações (KW-1)
Dados de: Manual de Voo do Planador Quero-Quero 

### Características Gerais
- Tripulantes: Um (Piloto)
- Comprimento: 6.47 m (21 ft 3 in);
- Envergadura: 15.00 m (49 ft 3 in);
- Altura: 1.34 m (4 ft 5 in);
- Área Alar: 11.7 m2 (126 sq ft);
- Peso Vazio: 185 kg (407 lb);
- Peso Mínimo de Decolagem: 249 kg (548 lb);
- Peso Máximo de Decolagem (MTOW): 280 kg (617 lb);

### Performance
- Velocidade Máxima: 159 km/h (90 mph, 78 kn);
- Velocidade de Estol: 56 km/h (34 mph; 30 kn);
- Razão de Planeio: 28:1 á 72 km/h (38 kn; 44 mph);
- Taxa de Descida: 0.61 m/s (130 ft/min)
- Limite G: + 4.4 / - 2.0
- Carga Alar: 23 kg/m2 (5.45 lb/sq ft)